# Entosthodon plagiostomus
Entosthodon plagiostomus là một loài Rêu trong họ Funariaceae. Loài này được (Müll. Hal.) Sim mô tả khoa học đầu tiên năm 1926.